# المخدر (بني العوام)

تعديل مصدري - تعديل

المخدر هي إحدى قرى عزلة العريف بمديرية بني العوام التابعة لمحافظة حجة، بلغ تعداد سكانها 163 نسمة حسب تعداد اليمن لعام 2004.